# Meistera cannicarpa
Meistera cannicarpa là một loài thực vật có hoa trong họ Gừng.

## Lịch sử phân loại
Loài này được Robert Wight đặt tên khoa học đầu tiên năm 1853 dưới danh pháp Elettaria cannicarpa. Năm 1883, George Bentham và Joseph Dalton Hooker cho rằng E. cannicarpa Wight, 1853 thuộc tổ Geanthus của chi Amomum nhưng lại không tạo ra tổ hợp tên gọi Amomum cannicarpum. Vì thế, A. cannicarpum Benth. & Hook.f., 1883 là nomen invalidum (tên không được công bố hợp lệ). Năm 1892, Baker J. G. viết về bộ Scitamineae trong sách Flora of British India của Hooker J. D. đã đưa ra mô tả khoa học đầu tiên của Amomum cannicarpum Benth. in Gen. Plant. iii. 644 và cũng dẫn chiếu tới E. cannicarpa Wight Ic. t. 2007. Tên gọi này là danh pháp chính thức cho tới năm 2018. Năm 2018, Jana Leong-Škorničková và Mark Newman chuyển nó sang chi Meistera mới được phục hồi.

## Phân bố
Loài này có trong khu vực tây nam Ấn Độ.